# Gunnaur
Gunnaur är en ort i Indien.   Den ligger i distriktet Budaun och delstaten Uttar Pradesh, i den norra delen av landet, 130 km öster om huvudstaden New Delhi. Gunnaur ligger 182 meter över havet och antalet invånare är 20 980.
Terrängen runt Gunnaur är mycket platt. Runt Gunnaur är det tätbefolkat, med 790 invånare per kvadratkilometer. Närmaste större samhälle är Dibai, 17,8 km väster om Gunnaur. Trakten runt Gunnaur består till största delen av jordbruksmark.